# 504
Cette page concerne l'année 504  du calendrier julien. Pour l'année 504 av. J.-C., voir 504 av. J.-C. Pour le nombre 504, voir 504 (nombre). Pour la voiture, voir Peugeot 504.
L'année 504 est une année bissextile qui commence un jeudi.

## Événements
- 7 mai : l'empereur de Chine Liang Wudi publie un édit qui proscrit le taoïsme et le remplace par le bouddhisme[1].
- Mai : les généraux byzantins Patricius et Hypatius font le siège d'Amida. Ils sont rejoints par Celer en été après son incursion en Arzanène, tandis qu'Aréobindus ravage la Persarménie et les environs de Nisibe. Un armistice est signé avec les Perses l'année suivante après l'invasion de l'Arménie par les Huns du Caucase[2].

- Le roi des Ostrogoths Théodoric intervient en Pannonie dans une querelle dynastique entre deux chefs gépides, à l'appel de Trasaric, fils de Traustila. L'armée de jeunes Goths dirigée par le général Pitzia s'empare du pays jusqu'à Sirmium[3].

## Naissances en 504
- Hoël II, roi légendaire d'Armorique.

## Décès en 504
Pas de décès connu.